# Heudreville-en-Lieuvin
Heudreville-en-Lieuvin é uma comuna francesa na região administrativa da Normandia, no departamento de Eure. Estende-se por uma área de 4,15 km². Em 2010 a comuna tinha 110 habitantes (densidade: 26,5 hab./km²).